# Liste der Mitgliedstaaten von Interpol
Interpol hat derzeit die 196 folgenden Mitgliedstaaten (Stand: November 2023).

## Mitgliedstaaten
| Interpol-Mitgliedstaaten (Unterbüros sind kursiv dargestellt) | Interpol-Mitgliedstaaten (Unterbüros sind kursiv dargestellt) | Interpol-Mitgliedstaaten (Unterbüros sind kursiv dargestellt) |
| --- | --- | --- |
| A–I - Afghanistan - Ägypten - Albanien - Algerien - Andorra - Angola - Antigua und Barbuda - Äquatorialguinea - Anguilla - Argentinien - Aruba - Armenien - Aserbaidschan - Äthiopien - Australien - Bahamas - Bahrain - Bangladesch - Barbados - Belarus - Belgien - Belize - Benin - Bermuda - Bhutan - Bolivien - Bosnien und Herzegowina - Botswana - Brasilien - Britische Jungferninseln - Brunei - Bulgarien - Burkina Faso - Burundi - Chile - VR China - Costa Rica - Curaçao - Dänemark - Deutschland - Dominica - Dominikanische Republik - Dschibuti - Ecuador - Elfenbeinküste (Côte d’Ivoire) - El Salvador - Eritrea - Estland - Fidschi - Finnland - Frankreich - Gabun - Gambia - Georgien - Ghana - Gibraltar - Grenada - Griechenland - Guatemala - Guinea - Guinea-Bissau - Guyana - Haiti - Honduras - Hongkong - Indien - Indonesien - Irak - Iran - Irland - Island - Israel - Italien | J–O - Jamaika - Japan - Jemen - Jordanien - Kaimaninseln - Kambodscha - Kamerun - Kanada - Kap Verde - Kasachstan - Katar - Kenia - Kirgisistan - Kolumbien - Komoren - Demokratische Republik Kongo - Republik Kongo - Republik Korea (Südkorea) - Kroatien - Kuba - Kiribati - Kuwait - Laos - Lesotho - Lettland - Libanon - Liberia - Libyen - Liechtenstein - Litauen - Luxemburg - Macau - Madagaskar - Malawi - Malaysia - Malediven - Mali - Malta - Marokko - Marshallinseln - Mauretanien - Mauritius - Mexiko - Mikronesien - Moldau - Monaco - Mongolei - Montenegro - Montserrat - Mosambik - Myanmar - Namibia - Nauru - Nepal - Neuseeland - Nicaragua - Niederlande - Niger - Nigeria - Nordmazedonien - Norwegen - Oman - Österreich - Osttimor | P–Z - Pakistan - Palästina (Staat) - Palau - Panama - Papua-Neuguinea - Paraguay - Peru - Philippinen - Polen - Portugal - Ruanda - Rumänien - Russland - Salomonen - Sambia - Samoa - San Marino - São Tomé und Príncipe - Saudi-Arabien - Schweden - Schweiz - Senegal - Serbien - Seychellen - Sierra Leone - Simbabwe - Singapur - Sint Maarten - Slowakei - Slowenien - Somalia - Spanien - Sri Lanka - St. Kitts und Nevis - St. Lucia - St. Vincent und die Grenadinen - Südafrika - Sudan - Südsudan - Suriname - Eswatini - Syrien - Tadschikistan - Tansania - Thailand - Togo - Tonga - Trinidad und Tobago - Tschad - Tschechien - Tunesien - Türkei - Turkmenistan - Turks- und Caicosinseln - Uganda - Ukraine - Ungarn - Uruguay - Usbekistan - Vanuatu - Vatikanstadt - Venezuela - Vereinigte Arabische Emirate - Vereinigtes Königreich - Vereinigte Staaten - Vietnam - Zentralafrikanische Republik - Zypern |

## Nichtmitglieder
Die folgenden Länder sind derzeit nicht Mitglied bei Interpol. Zum Teil sind sie nicht allgemein anerkannt.
- China, Republik (Taiwan)[4][5]
- Kosovo[4]
- Nordkorea
- Tuvalu
- Westsahara[4]